# Andriivka, Nosivka
Andriivka (în ucraineană Андріївка) este un sat în comuna Kozarî din raionul Nosivka, regiunea Cernihiv, Ucraina.

## Demografie
Componența lingvistică a localității Andriivka
     Ucraineană (98,77%)
     Rusă (1,23%)
Conform recensământului din 2001, majoritatea populației localității Andriivka era vorbitoare de ucraineană (98,77%), existând în minoritate și vorbitori de rusă (1,23%).